# Кортрайт, Дэвид
Дэ́вид Ко́ртрайт (англ. David Cortright; род. 15 ноября 1946, Ист-Страудсберг, Пенсильвания) — американский ученый и борец за мир. Является директором политических исследований в Институте международных исследований проблем мира Джоаны Б. Крок в Университете Нотр-Дам и членом правления Четвертого форума свободы. В течение долгого времени Кортрайт ведет общественную пропаганду разоружения и предотвращения войн.

## Биография
В 1968 году выпустился из Университета Нотр-Дам. В 1970 получил степень магистра в Нью-Йоркском университете. В 1975 закончил докторантуру Союзного института, работая в Институте политических исследований в Вашингтоне.
Во время Вьетнамской войны, будучи добровольцем, выступал против войны в рамках Движения военнослужащих за мир (GI peace movement).
В 1977 году Кортрайт был назначен исполнительным директором Комитета по разумной ядерной политике (SANE), который под его руководством стал крупнейшей разоруженческой организацией в США. В 1987 году Кортрайт инициировал слияние SANE и Кампании по замораживанию ядерного оружия и некоторое время был содиректором объединенной организации. В 2002 году Кортрайт помог основать коалицию «Победа без войны» против вторжения США в Ирак.
С 2014 года боролся за то, чтобы Министерство обороны перестало изображать Вьетнамскую войну «в розовых тонах» на своем официальном сайте. В 2016 году, после референдума о мирном соглашении в Колумбии, Кортрайт работал над внедрением 300-страничного соглашения.

## Труды
Кортрайт — почетный профессор практики Института исследований международного мира KROC и Университета Нотр-Дам. В его области знаний входят ненасильственные социальные изменения, ядерное разоружение, использование многосторонник санкций и стимулов в качестве инструментов международного миротворчества. Кортрайт — автор и соредактор более 20 книг. Работал в качестве исследователя с министерствами иностранных дел Канады, Швеции, Швейцарии, Японии, Германии, Дании и Нидерландов. Консультировал учреждения ООН, Комиссию Карнеги по предотвращению смертоносных конфликтов, Международную академию мира и Фонд Джона Д. и Кэтрин Т. Макартуров.

## Книги
- A Peaceful Superpower: Lessons from the World's Largest Antiwar Movement (New Village Press, 2023)[9]
- Waging Peace in Vietnam: U.S. Soldiers and Veterans Who Opposed the War (New Village Press, 2019)
- Governance for Peace: How Inclusive, Participatory and Accountable Institutions Promote Peace and Prosperity (Cambridge University Press, 2017)[10]
- Ending Obama's War: Responsible Military Withdrawal from Afghanistan (Paradigm, 2011)
- Towards Nuclear Zero, в соавторстве с Раймо Вайрюненом (Routledge, 2010)
- Gandhi and Beyond: Nonviolence for a New Political Age 2nd ed. (Paradigm, 2009)
- Peace: A History of Movements and Ideas (Cambridge University Press, 2008)
- Uniting Against Terror: Cooperative Nonmilitary Responses to the Global Terrorist Threat (MIT Press, 2007), в соредакторстве с Джорджем А. Лопесом.

Совместно с Джорджем Лопесом написал и отредактировал серию крупных работ о многосторонних санкциях, в том числе:
- Smart Sanctions: Targeting Economic Statecraft (Rowman & Littlefield, 2002)
- Sanctions and the Search for Security: Challenges to UN Actions (Lynne Rienner Publishers, 2002)
- The Price of Peace: Incentives and International Conflict Prevention (Rowman & Littlefield Publishers, 1997)
- The Sanctions Decade: Assessing UN Strategies in the 1990s (Lynne Rienner Publishers 2000). Получила премию журнала «Choice» как лучшая научная книга 2001 года[3].